# Śląskie Centrum Wolności i Solidarności w Katowicach
Śląskie Centrum Wolności i Solidarności w Katowicach – instytucja kultury województwa śląskiego, prowadzona we współpracy z miastem Katowice. Siedzibą centrum jest budynek dawnego magazynu odzieży roboczej Kopalni Węgla Kamiennego „Wujek” przy ul. Wincentego Pola 38 w Katowicach.

## Historia
Centrum powstało z inicjatywy oraz jako kontynuator działań Społecznego Komitetu Pamięci Górników KWK "Wujek". Uchwała intencyjna o jego utworzeniu wspólnie z Miastem Katowice została podjęta przez Sejmik Województwa Śląskiego w dniu 12 września 2011. Umowa o jego wspólnym prowadzeniu została zawarta 16 grudnia 2011, natomiast 19 lutego 2011 Sejmik Województwa przyjął uchwałę, nadającą Centrum statut.
W 2024 roku instytucję uhonorowano Nagrodą im. Wojciecha Korfantego przyznawaną przez Związek Górnośląski.

## Cele i formy działalności
Zgodnie z aktualnie obowiązującym statutem, do zadań centrum należy m.in. zachowywanie i upowszechnianie wiedzy na temat historii NSZZ „Solidarność” na terenie województwa śląskiego, wprowadzenia i wydarzeń stanu wojenny w latach 1981–1983, organizacji i ruchów opozycyjnych oraz pacyfikacji kopalni Wujek w grudniu 1981 poprzez prowadzenie muzeum.
W ramach realizacji zakreślonych celów placówka prowadzi działalność wystawienniczą, dokumentacyjno-archiwistyczną, edukacyjną, naukowo-badawczą oraz wydawniczą. Centrum opiekuje się również pomnikiem poległych górników KWK „Wujek” oraz posiada własną wystawę stałą.
Placówka jest organizatorem licznych konkursów (m.in. „Olimpiada Solidarności”), konferencji naukowych, wystaw czasowych oraz wydarzeń kulturalnych. W swej działalności nie ogranicza się wyłącznie do okresu stanu wojennego – obiektem badań są również lata panowania ustroju komunistycznego na Górnym Śląsku (1945–1989).

## Bieg Niepodległości im. Dziewięciu z „Wujka”
Śląskie Centrum Wolności i Solidarności w 2013 roku zainicjowało – z myślą o młodzieży szkolnej z województwa śląskiego – Bieg Niepodległości im. Dziewięciu z „Wujka”. Każda dziewięcioosobowa reprezentacja klasowa wybierała patrona spośród górników poległych 16 grudnia 1981 roku, a uczestnicy zakładali koszulki z jego wizerunkiem. W 2018 roku, dzięki współpracy Śląskiego Centrum Wolności i Solidarności z firmą Jafi Sport, wydarzenie zyskało ogólnopolski charakter i zostało otwarte dla dorosłych biegaczy. Od 2018 roku zawody odbywają się co roku, w rejonie parku Kościuszki w Brynowie. W 2020 roku bieg został odwołany z powodu pandemii, a rok później zorganizowano go w formie symbolicznej.
Zawody poprzedza oficjalna część rocznicowa z udziałem przedstawicieli władz, związków zawodowych, środowisk górniczych, służb mundurowych, szkół oraz instytucji kulturalnych. Bieg rozgrywany jest na trzech dystansach: 200 metrów dla dzieci do 8 lat, 400 metrów dla dzieci i młodzieży od 8 roku życia oraz 10 kilometrów dla uczestników powyżej 16 lat. Trasa prowadzi od pomnika poległych górników KWK „Wujek” przez ulice Dziewięciu z „Wujka”, Ligocką, Mikołowską, park Kościuszki, dalej ulicami Kościuszki, Kochanowskiego, św. Jana, przez Rynek i aleję Korfantego, aż do parku Powstańców Śląskich. Po jego okrążeniu zawodnicy wracają pod pomnik, gdzie znajduje się meta.